# Thermarces
Thermarces is een geslacht van straalvinnige vissen uit de familie van puitalen (Zoarcidae).

## Soorten
- Thermarces andersoni Rosenblatt & Cohen, 1986
- Thermarces cerberus Rosenblatt & Cohen, 1986
- Thermarces pelophilum Geistdoerfer, 1999